# Milà-Sanremo 1928
La Milà-Sanremo 1928 fou la 21a edició de la Milà-Sanremo. La cursa es disputà el 14 d'abril de 1928, sent el vencedor final l'italià Costante Girardengo, que d'aquesta manera aconseguia la seva sisena i darrera victòria en aquesta cursa.
101 ciclistes hi van prendre part, acabant la cursa 41 d'ells.

## Classificació final
|    | Ciclista            | Equip | Temps       |
| -- | ------------------- | ----- | ----------- |
| 1  | Costante Girardengo | -     | 11h 36' 30" |
| 2  | Alfredo Binda       | -     | m. t.       |
| 3  | Giovanni Brunero    | -     | + 2' 30"    |
| 4  | Antonio Negrini     | -     | m. t.       |
| 5  | Luigi Giacobbe      | -     | + 7' 30"    |
| 6  | Pietro Chesi        | -     | m. t.       |
| 7  | Secondo Martinetto  | -     | + 10' 00"   |
| 8  | Pietro Bestetti     | -     | m. t.       |
| 9  | Egidio Picchiottino | -     | + 15' 30"   |
| 10 | Bartolomeo Aimo     | -     | + 16' 00"   |